# Samuel Owusu
Samuel Kwame Owusu (* 28. März 1996 in Accra) ist ein ghanaischer Fußballspieler.

## Karriere

### Verein
Owusu spielte für die Jugendmannschaften der Vereine Red Bull Ghana und Vision FC, ehe er 2014 beim serbischen Verein FK Radnik Surdulica seine Profikarriere startete. Hier absolvierte er in seiner ersten Saison elf Ligaspiele und ein Pokalspiel, während er sich in der nächsten Saison einen Stammplatz erkämpfte. In der Sommertransferperiode 2016 wurde er in die türkische Süper Lig zu Gençlerbirliği Ankara transferiert. Nachdem er diesen Verein im Januar 2017 verlassen hatte, wechselte er im folgenden Sommer zu FK Čukarički. Dort spielte er zwei Jahre und ging dann nach Saudi-Arabien, wo er für den al-Fayha FC sowie leihweise bei al-Ahli aktiv war. Seit dem Sommer 2022 steht Owusu erneut beim FK Čukarički unter Vertrag.

### Nationalmannschaft
Am 25. Juni 2019 gab Owusu beim ersten Gruppenspiel des Afrika-Cups gegen Benin sein Debüt für die ghanaische A-Nationalmannschaft und wurde beim 2:2-Unentschieden in der 67. Minute für Jonathan Mensah eingewechselt. Seinen ersten Treffer erzielte der Mittelfeldspieler dann knapp anderthalb Jahre später im Testspiel gegen Katar (5:1).

## Erfolge
al-Fayha FC
- Saudischer Pokalsieger: 2022